# Neagra (okręg Neamț)
Neagra – wieś w Rumunii, w okręgu Neamț, w gminie Tașca. W 2011 roku liczyła 470 mieszkańców.